# Coupe de Pologne féminine de football 2012-2013
Navigation
Coupe de Pologne 2011-2012 Coupe de Pologne 2013-2014
La Coupe de Pologne de football féminin 2012-2013 (Puchar Polski Kobiet w piłce nożnej 2012-2013 en polonais) est la 29e édition de la Coupe de Pologne. 
La finale de la Coupe de Pologne féminin se déroule au stade de Poznań et elle oppose le Medyk Konin au RTP Unia Racibórz.

## Compétition

### Huitièmes de finale
| Club (division)            | Score        | Club (division)            | Date        |
| -------------------------- | ------------ | -------------------------- | ----------- |
| Praga Warszawa (L1N)       | 1 – 5        | AZS PSW Biała Podlaska (E) | 14 novembre |
| Medyk II Konin (L1N)       | 3 – 0        | Pogoń Women Szczecin (E)   | non joué    |
| KKP Bydgoszcz (-)          | 0 – 5        | KKP Bydgoszcz (E)          | 11 novembre |
| Olimpia Szczecin (L1N)     | 5 – 6 (a.p.) | Medyk Konin (E)            | 12 mars     |
| Sokół Kolbuszowa Dolna (-) | 1 – 7        | Górnik Łęczna (E)          | 10 novembre |
| AZS UJ Kraków (E)          | 0 – 1        | Mitech Żywiec (E)          | 21 octobre  |
| Zagłębie Lubin (L1N)       | 1 – 6        | RTP Unia Racibórz (E)      | 2 mars      |
| Gol Częstochowa (L1S)      | 1 – 0        | AZS Wrocław (E)            | 17 mars     |

### Quarts de finale
| Club (division)       | Score        | Club (division)            | Date     |
| --------------------- | ------------ | -------------------------- | -------- |
| KKP Bydgoszcz (E)     | 0 – 3        | AZS PSW Biała Podlaska (E) | 6 avril  |
| Gol Częstochowa (L1S) | 5 – 4 (a.p.) | Medyk II Konin (E)         | 24 avril |
| Medyk Konin (E)       | 2 – 1        | Górnik Łęczna (E)          | 24 avril |
| RTP Unia Racibórz (E) | 1 – 0        | Mitech Żywiec (E)          | 24 avril |

### Demi-finales
| Club (division)       | Score | Club (division)            | Date   |
| --------------------- | ----- | -------------------------- | ------ |
| RTP Unia Racibórz (E) | 1 – 0 | Gol Częstochowa (L1S)      | 3 mai  |
| Medyk Konin (E)       | 2 – 1 | AZS PSW Biała Podlaska (E) | 18 mai |

### Finale
| Club (division) | Score | Club (division)       | Date    |
| --------------- | ----- | --------------------- | ------- |
| Medyk Konin (E) | 2 – 1 | RTP Unia Racibórz (E) | 16 juin |

## Meilleures buteuses
6 buts
- Gloria Chinasa Okorok (Unia Racibórz 5 - Mitech Żywiec 1)

5 buts
- Katarzyna Daleszczyk (Górnik Łęczna)

3 buts
- Anna Gawrońska (Medyk Konin)

Source : 90minut.pl